# Mas Bonmatí
El Mas Bonmatí és una obra de Sant Julià del Llor i Bonmatí (Selva) inclosa a l'Inventari del Patrimoni Arquitectònic de Catalunya.

## Descripció
Aquest edifici aïllat és un casal gairebé rectangular de quatre plantes, d'inspiració neogòtica, que domina tot el pla on es va situar la Colònia Industrial Bonmatí i on hi havia l'antic molí del Llor. Està format pel gran casal, les dues torres de la part sud, el pati amb font central de la zona sud, la gran capella adossada al sector septentrional, la piscina elevada de la part posterior occidental i el conjunt de magatzems i corrals del sector sud-oest. La orientació de la façana principal és cap a nord-est i és feta de maçoneria i ceràmica revestida. L'entorn de la casa està envoltat per petits murs fets de còdol poc desbastat que dona un aspecte rústec.
La planta baixa l'ocupa sobretot la majestuosa entrada, un gran portal de mig punt adovellat de grans blocs que arriba fins al primer pis en alçada. A més, hi ha tres finestres rectangulars per banda. El primer pis conté també tres finestres per banda de la porta principal, encara que de més alçada. El segon pis està format per una galeria de 13 arcades amb un petit fris balconat de decoració quadrilobulada i encerclada en grups de tres i quatre cercles. Aquestes arcades estan separades per estilitzades columnes de pedra rosada culminades per capitells compostos amb decoració vegetal. El tercer pis està envoltat de terrassa i està compost per vuit grans finestres amb llinda de guardapols amb caps decoratius vegetals. El ràfec del tercer pis és de fusta i ceràmica. Sobre l'últim pis encara sobresurten dos cossos més, de planta rectangular, un cobert a quatre vessants i l'altre amb una terrassa i ràfecs decoratius també de fusta i ceràmica.
Pel que fa a les torres de la banda sud, les dues són de planta quadrada, encara que la més vistosa, a partir del segon pis, adopta una forma octogonal i acaba amb un teulat punxegut. La torre de la façana principal té quatre plantes i la de la façana posterior en té tres. La torre octogonal té, a la planta baixa, quatre grans pilars i quatre obertures apuntades. El primer pis conté quatre balcons i el segon en conté tres, des d'on es domina una gran panoràmica, sobretot de la Colònia Bonmatí. El tercer pis està ocupat per un elegant teulat apuntat de teula ceràmica amb dos sostre de dues aigües intercalats abans de l'estretament final, culminat amb un parallamps. La torre quadrada de la part posterior està coberta amb una teulada de quatre vessants i, al primer pis, té un mirador que connecta amb la terrassa del tercer pis de la casa. Aquest mirador té tres dels quatre costats amb un seguit de quatre arcades de mig punt amb columnetes i balconades corregudes quadrilobulades similars a les de la façana principal.
Quant a la façana posterior, està situada davant un gran pati-jardí i té dos plantes, ja que el desnivell permet que a la façana principal hi hagi dues plantes més per sota. Gairebé totes les obertures d'aquesta façana tenen llindes amb guardapols i decoració vegetal. La porta principal és d'arc carpanell i té individualitzada la dovella clau, on hi ha una inscripció referent a la data de finalització (1924) i al cap de la família de llavors. Cal destacar d'aquesta façana el gran balcó pentagonal que ocupa la primera i la segona planta.
Quant al sistema constructiu, les parets són de maçoneria i ceràmica, els sostres de voltes de ceràmica i cairats de fusta, la coberta de teula àrab i el terrat de ceràmica. D'aquesta gran mansió en destaquen sobretot l'enrtorn, la volumetria, les façanes, els elements ornamentals, com ara la galeria correguda d'arcs carpanells del segon pis. Els elements decoratius estan formats per llindes amb guardapols, ferro forjat, permòdols vegetals, gran varietat de motllures, arcs i arcades, ceràmica, bigues de fusta motllurades, balcons amb decoració de frisos trebolats d'inspiracio medieval, capitells compostos, columnes estilitzades...
Pel que fa a la capella, és un edifici rectangular d'una sola nau cobert amb una volta apuntada a l'interior i amb una teulada de doble vessant a laterals a l'exterior. L'accés es fa per una impressionant escalinata feta de còdols i adoquins, com totes les parets dels voltants de la casa. La façana de la capella, que també és neogòtica, té una portada rectangular amb timpà d'arquivoltes apuntades i un gran rossetó. El campanar de cadireta està adornat amb diverses pilastres apuntades. Els murs interiors de la capella estan pintats amb escenes de Jesús i la Samaritana i de Jesús i els infants.
Al voltant de la casa és ple de jocs de lletres i acròstics. Al paviment de tocar la porta d'accés a la casa hi ha les inicials JMB (de Josep Mª Bonmatí i Pujol (1890-1946), fill de Manuel Bonmatí de Cendra (1853-1914)), així com davant de la capella i al pati de font central que hi ha entre les dues torres, on, al mur de pedra que puja es pot llegir JMBP 1919. Finalment, a la porta principal d'accés a la façana posterior també es recullen aquestes inicials, a més de la data.

## Història
Aquest edifici és una antiga masia del veïnat de Cabanyes. Fins avui sembla que s'hi han perpetuat vint-i-cinc generacions i gairebé es tracta d'una veritable dinastia. Malgrat estar situat en el mateix lloc que l'antiga masia dels Bonmatí, l'edificació actual és bàsicament de finals del segle xix i principis del XX. L'aparença actual de l'antiga masia es deu a les obres de 1920, quan la masia va ser transformada en casal residencial de quatre plantes i estil neogòtic.
A l'ala nord del casal hi ha adossada la capella privada de “la Puríssima”, dedicada a la Immaculada Concepció, que fou construïda el 1886 i reconstruïda el 1900. Aquesta capella fou l'església parroquial de Bonmatí de 1908 a 1970, quan es feu la nova i moderna església, beneïda pel Bisbe tres anys després. El 1900 la capella privada de 1886 es va ampliar. Es va engrandir la nau, es va fer la gran escalinata d'accés i el campanar de cadireta, es va decorar la façana amb traceries neogòtiques i es van pintar els murs interiors. Fou beneïda el 1902 i el 1908 fou autoritzada a oferir serveis parroquials i cedida al culte comunitari de la Colònia, així com el cementiri privat el 1914 (aquest cementiri fou propietat de la família fins 1984). Durant la festivitat de “la Puríssima”, al desembre, els fidels confeccionaven fanalets de papers de colors que il·luminaven les finestres de les cases. Actualment la festa és coneguda amb el nom de “la Festa dels Fanalets” i els fanalets són elaborats per la gent gran de “l'Associació Nova Frontera”.
Durant la Guerra Civil, la capella fou saquejada, destruïda, cremada, retirades les campanes i assassinats els capellans de la colònia. La família Bonmatí marxà a Barcelona, on visqué mig amagada.